# Dani Rodrik
Dani Rodrik (Istanbul, Turquia, 14 d'agost de 1957) és un economista i professor universitari turc- estatunidenc.

## Trajectòria
D'acord amb IDEAS/RePEc, Rodrik és considerat un dels 100 economistes més influents del món. El 2002 rebé el Premi Leontief «per avançar en els límits del pensament econòmic».
Dani Rodrik prové d'una família sefardita que va emigrar d'Espanya a finals del segle xv. Es va graduar de la Robert College en aquesta ciutat. Va obtenir la seva llicenciatura en arts summa cum laude a la Universitat Harvard i un doctorat en economia i un mestratge en administració pública (MPA) a la Universitat de Princeton. Es va convertir en un professor Rafiq Hariri de política economia internacional a John F. Kennedy School of Government (Escola de Govern John F. Kennedy) de la Universitat Harvard, on ensenya en el programa de mestratge en administració pública (MPA).

## Obra
El seu llibre de 1997 Ha anat la globalització massa lluny? va ser qualificat de "un dels llibres d'economia més importants de la dècada" a Bloomberg Businessweek.
En la seva publicació, es va centrar en tres tensions entre el mercat global i l'estabilitat social. Assenyalant que l'anomenada "globalització" té el dilema de promoure la igualtat internacional al temps que exposa les falles entre els estats nacionals amb les habilitats i els capitals per tenir èxit en els mercats globals i aquells sense aquest avantatge, veu el sistema de lliure mercat com una amenaça a l'estabilitat social i les normes internes. Segons la seva anàlisi, hi ha tres categories de raons per les quals sorgeixen aquestes tensiones.
- Primer, la tensió es produeix a través de la globalització perquè les barreres reduïdes al comerç i les inversions directes estrangeres tracen una línia clara entre les nacions i els grups que poden aprofitar-se d'aquestes relacions transfrontereres i aquells que no poden fer-ho. Rodrik es refereix a la primera categoria de grups com a treballadors altament qualificats, professionals i aquells que són lliures de portar els seus recursos on estan més en demanda. La segona categoria inclouria treballadors no qualificats i treballadors semicalificados, que, sota la globalització, es tornen menys elàstics i fàcilment substitutius.
- La segona font de tensió ve perquè la globalització engendra conflictes dins i entre les nacions sobre les normes nacionals i les institucions socials. La tecnologia i la cultura estan sent més estandarditzades a tot el món, i diferents nacions amb diferents normes i valors tendeixen a mostrar repulsió cap a aquestes normes col·lectives difoses internacionalment de forma estandarditzada.
- Finalment, la tercera amenaça de la globalització sorgeix perquè ha dificultat enormement que els governs nacionals proporcionin una assegurança social de protecció de la seva població.

En el seu llibre La paradoxa de la globalització (2011), Dani Rodrik va descriure un triangle els vèrtexs del qual eren la globalització econòmica, la sobirania nacional i la democràcia com un trilema en què només es poden escollir dos vèrtexs, i els polítics occidentals han tractat de tenir els tres al mateix temps, el que ha provocat el descontentament i fins i tot la rebel·lió dels seus votants, que poden optar per alternatives incertes com el Brexit, el populisme o l'ultranacionalisme disgregador.

## Plantejaments
Pel que fa al futur de la globalització afirma: "Hem d'entendre que la globalització no cau del cel. S'ha construït i format per les nostres pròpies decisions. No obstant això, no espero que en els propers anys vegem una gran desglobalització. Potser vegem alguns ajustos, però res com el col·lapse de l'economia mundial dels anys d'entreguerres de segle xx. Els guanyadors de la globalització -grans empreses, bancs, treballadors qualificats- són molt poderosos perquè tingui lloc un retrocés significant" i "la globalització ha de servir als objectius dels països i les societats, en comptes de al revés. Això vol dir que cal crear regles per a la globalització basades en la idea que les diferents nacions han de perseguir les seves pròpies prioritats econòmiques i socials. Cal forjar un espai polític més gran per a les regulacions nacionals, normes d'inversió, pràctiques de propietat intel·lectual, polítiques industrials, polítiques dels mercats financers o els subsidis. Les regles globals s'han de centrar sobretot en controlar o evitar els efectes negatius de les polítiques d'un país a la resta de món."
Quant a la seva posició sobre els intercanvis comercials diu: "Cap polític és elegit per servir els interessos nacionals d'un altre país. Sempre és elegit per l'interès nacional. I és així com ha de ser. La defensa clàssica de l'economia per un comerç més lliure se centra que sigui beneficiós per al país d'origen. Un país no té una determinada política comercial per beneficiar a altres països. Per tant, no existeix una incompatibilitat inherent entre l'obertura econòmica i perseguir l'interès nacional. Els conflictes emergeixen quan els mercats no funcionen bé, les polítiques socials són febles i els acords comercials són capturats per interessos especials. En aquests casos, és totalment adequat donar prioritat a l'interès nacional."

## Premis i Honors
- 2002 Premi de Leontief, per avançar en els límits del pensament econòmic.[3]

## Obres
- Rodrik, Dani. One Economics, Many Recipes.  Princeton University Press, 2007. ISBN 0-691-12951-7.
- McMillan, Margaret; Horn, Karen; and Rodrik, Dani «When Economic Reform Goes Wrong: Cashews in Mozambique». Brookings Trade Forum 2003, 2004.
- Rodrik, Dani (ed). In Search of Prosperity: Analytic Narratives on Economic Growth.  Princeton University Press, 2003. ISBN 0-691-09268-0.
- Rodrik, Dani «The Global Governance of Trade As If Development Really Mattered». PNUD, 2001. Arxivat de l'original el 2006-12-12 [Consulta: 27 setembre 2011]. Arxivat 2006-12-12 a Wayback Machine.
- Rodrik, Dani. The New Global Economy and Developing Countries: Making Openness Work.  Overseas Development Council, 1999. ISBN 1-56517-027-X.
- Rodrik, Dani. Has Globalization Gone Too Far?.  Institute for International Economics, 1997. ISBN 0-88132-241-5.

## Vida personal
Rodrik està casat amb la professora turca d'economia Pınar Doğan, filla del general (retirat) Çetin Doğan, que va ser condemnat a cadena perpètua, empresonat i finalment exculpat en el marc del procés Balyoz (mall), després considerat fraudulent.